# Antal Gábor Szűcs
Antal Gábor Szűcs (ur. 29 kwietnia 1950 w Budapeszcie) – węgierski gitarzysta i autor tekstów.

## Życiorys
W historii węgierskiego rocka uważany jest za jednego z największych wędrowców. W szkole średniej szykował się do sportowej kariery gimnastyka. Trenował wspólnie z Zoltánem Magyarem. W wieku 15 lat grał już w weekendy przez całe noce w zespole Orkán. Muzyki nauczył się jako samouk. „...Nie uczyłem się żadnego rodzaju muzyki, nie mam żadnych kwalifikacji w tej dziedzinie. Tego, co umiem, nauczyłem się sam ze słuchu. Nut czytać nie potrafię i nigdy mnie to nie interesowało, bo zawsze grałem swoją muzykę, którą sami wymyśliliśmy. Oczywiście potrafię zagrać coś innego, ale taki jest mój profil...”, mówi o sobie.
Pierwszy własny instrument zrobił z deski i wszystkiego, co znalazł w domu. Sam wykonał progi, a z magnesu do drzwiczek meblowych zrobił pick–up. Pierwszą fabryczną gitarę dostał w wieku 18 lat. Pierwszym jego zespołem był Szivárvány, a po trzech latach został członkiem Hungárii.
Od 1973 r. jest członkiem Skorpió. Wraz z zespołem odbył szereg tournee, od Polski do Ameryki. Węgierscy muzycy zarabiali mało w stosunku do zachodnich kolegów i musieli być ciągle w trasie. W 1979 r. zespół Skorpió się rozwiązał i powstał Dinamit, który działał do 1982 r. Potem grał w Ős-Bikini. W końcu lat 80. XX wieku przeniósł się do grupy Albatross (kontynuatora zespołu Bojtorján), która przekształciła się w 1998 r. w Új Bojtorján, a następnie z Zoltánem Pomázim stworzył zespół Creol, w którym zrezygnował z muzyki elektronicznej i zaczął grać akustyczną. W 2000 r. wraz z Tiborem Tátrai założył Latin Duo, grający tematy latynoskie. W 2009 r. zreaktywował się Dinamit.
Jego siostra, Judith Szűcs, jest piosenkarką.

## Albumy
- Tátrai Tibor & Szűcs Antal Gábor - Latin (CD, Album)
- Tátrai Tibor & Szűcs Antal Gábor - Latin - Latin (CD, Album)
- Tátrai Tibor & Szűcs Antal Gábor - Latin - Latin (Cass, Album)
- Compilations	Bencsik Sándor - Felkai Miklós - Menyhárt János - Tátrai Tibor - Szűcs Antal Gábor - Varga János* -
- Gitárpárbaj Acoustic Guitar (CD, Comp)

## Teksty piosenek
Antal Gábor Szűcs pisał teksty piosenek dla Judith Szűcs i jej zespołu:
- A széltoló (Szűcs Judith)
- A véletlen (Szűcs Judith)
- Bádogember (Szűcs Judith)
- Bíborálom (Szűcs Judith)
- Csak egy érzés (Szűcs Judith)
- Csoda történt (Szűcs Judith)
- Egy apró vallomás (Szűcs Judith)
- Eladó ez a szerelem (Szűcs Judith)
- Ha táncolsz velem (Szűcs Judith)
- Járd el a Zorba dalát (Szűcs Judith)
- Lélekvonat (Szűcs Judith)
- Mikor emlékül írtál egy dalt (Szűcs Judith)
- Repülök, szállok (Szűcs Judith)
- Rólad szól (Szűcs Judith)
- Téves kapcsolás (Szűcs Judith)